# Свети Георги (Блаце)
Вижте пояснителната страница за други значения на Свети Георги.
„Свети Великомъченик Георги Победоносец“ (на македонска литературна норма: „Свети Георги Победоносец“) е късносредновековна – от XVI или XVII век, православна църква в скопското село Блаце, Северна Македония. Част е от Скопската епархия на Македонската православна църква – Охридска архиепископия.
Храмът се намира в гъста широколистна гора, североизточно от селото и до него води асфалтов път. Църквата е изградена на основите на стара църква, която няколко пъти е била споменавана в средновековни източници и разкази за църкви и манастири. Строежът на църквата датира от XVI или XVII век, а самата църква изобилства с прекрасна живопис, икони и иконостас. Вътре в църквата има камък с латински надпис, който вероятно произхожда от близките древни римски селища Бадариана или Таврезиум. Вътре има и по-стари икони. Входът на църквата е нисък, а над него стои стенопис на Свети Георги Победоносец с надпис на старославянски за дарителите и строителите на църквата. Около сградата на църквата са достроявани стени за трапезария. Около църквата са селските гробища.
Църквата е обновена в 1875 година. За това свидетелства и надписът над входа, който гласи:
| „ | Во 1875. лето сѧ понови сты храмъ стаго Геѡргiѧ. сосъ сты изображенiѧ со iждивението на самите жители Кiтан, Ивко, Мiшко, Левко, Арсо, Ђорђiѧ, епитропъ Тасе, Iлiѧ, Велко, Миле, клiсаръ а Зогр. Ангелъ, Петъръ Нiколовъ отъ Ораовецъ. | “ |

Стенописите в църквата са дело на Петър Николов. Иконата на Свети Георги в църквата е творба на Нестор Траянов.

## Галерия
- Фреската на Исус Христос Вседържител на свода на купола
- Фреската на Богородица Ширшая небес зад олтара
- Иконостасът в църквата
- Камъкът с латински надпис
- Фреските на южния зид
- Иконата на Свети Георги Победоносец
- Входът на църквата с обновената фреска на Свети Георги и надписа
- Дървената камбанария до църквата